# Raw (formato)
El formato de imágenes raw (entiéndase como "bruto" o "en crudo" siguiendo el término anglosajón para denominar a los brutos de cámara) es un formato de archivo digital de imágenes que contiene la totalidad de los datos de la imagen tal y como ha sido captada por el sensor digital de la cámara, ya sea fotográfica u otro tipo.

## Características principales

### Tipo de compresión
El formato raw generalmente lleva aplicada compresión de datos sin pérdida de información.

### Profundidad de color
Debido a que contiene la totalidad de los datos de la imagen captada por la cámara y una mayor profundidad de color (por lo general 36 a 48 bits/píxel), sus ficheros tienen un tamaño de archivo muy grande, a pesar de que, generalmente, usan compresión. 
Las cámaras profesionales y semiprofesionales ofrecen por lo general la opción de grabar imágenes en este formato, además del formato JPG y eventualmente otros. También algunas cámaras compactas de gama alta ofrecen esta posibilidad.

### Distintas versiones del formato
El gran inconveniente de este formato es la falta de estandarización: cada fabricante de cámaras usa su propia versión del formato, lo que puede producir incompatibilidades o que esa versión de raw no se pueda usar en el futuro. La iniciativa OpenRAW trabaja para que los fabricantes de cámaras creen un formato raw de código abierto y estándar. Otra alternativa de código abierto es el Digital Negative Format o DNG de Adobe.

## Utilidad y usos comunes

### Correcciones posteriores
Si disparamos dos fotos del mismo motivo, una en JPG con baja compresión de datos (alta calidad) y otra en raw, seguramente se verá mejor la tomada en jpg: tendrá mayor nitidez/enfoque, mejor contraste, mejor iluminación y los colores aparecerán mejor representados. Esto es debido a que una cámara digital suele aplicar distintos filtros digitales para mejorar la imagen. Sin embargo, el formato raw nos muestra la foto tal y como el sensor la capturó, sin ningún filtro de mejora. Se verán colores más neutros, menos saturados, un enfoque más blando y una iluminación que dependerá de la exposición que hicimos, más visiblemente sobre o subexpuesta si fuera el caso. Sin embargo, una foto en jpg, al estar en modo RGB, tiene 24 bits/píxel (8 por canal) frente a los 30 a 48 bits/píxel (10 a 16 por canal) que suele contener la imagen obtenida al revelar el archivo raw. Los 24 bits del RGB serán suficientes para ver toda la gama de colores posibles, pero serán claramente insuficientes cuando queramos realizar ciertos ajustes a la imagen (iluminación, corrección de tonalidades, etc.).
Por otro lado, una imagen en formato raw, aunque en apariencia parezca más pobre, contiene muchísima más información y será muy manipulable al ajustar luces y colores. Comparado con JPG, el problema es su tamaño, ya que ocupa sensiblemente más que su equivalente en jpeg. Comparado con formatos de archivo con compresión de datos sin pérdida de información como TIF o PNG, el problema se reduce a la necesidad de "revelarla" antes de poder procesarla normalmente para cualquier uso.

### Negativo digital
Los archivos raw se conocen también como negativo digital, aunque este simil no sea del todo correcto ya que al tratarse el RAW de un archivo digital puede replicarse tantas veces se desee y, con los conocimientos informáticos necesarios, alterar su contenido.

## Software para visualizar y procesar archivosraw

### Visualización previa, apertura y conversión
Las cámaras que soportan archivos raw normalmente vienen con su propio software para la conversión de raw a otros formatos como TIFF o JPEG. Otros programas de conversión y complementos están disponibles en los vendedores que han licenciado la tecnología de la cámara fabricante, aunque también, mediante el uso de ingeniería inversa, se han creado conversores para visualizar imágenes en algunos formatos raw específicos. Un programa de código abierto portable es dcraw, que soporta el formato raw y puede funcionar en varios sistemas operativos pero que no recibió el apoyo de los fabricantes de cámaras. 
En 2004, Adobe Systems publicó el Digital Negative Specification (DNG), que tiene la intención de ser un formato unificado de raw. Adobe Photoshop CS2 y CS3 contienen un amplio soporte para raw en el software Adobe Photoshop Lightroom. A partir de 2006, varios fabricantes de cámaras han comenzado a anunciar el apoyo a DNG en nuevos modelos de cámaras, incluidas las Leica, Samsung, Ricoh, Pentax y Hasselblad. El Leica Digital-Modul-R (DMR) fue el primero en utilizar su DNG como formato nativo. 
Para Windows XP, hay disponible una descarga gratuita que integra la visualización y la impresión de fotografías incluidas en otros programas, pero no es apoyado por Microsoft. Además, la galería de fotos de Windows y de Windows Live pueden ver cualquier formato de imagen en bruto si los códecs WIC están instalados. Fabricantes de cámaras como Canon, Nikon, Sony, Olympus y Pentax han publicado códecs WIC. Los códecs comerciales DNG también están disponibles en Ardfry Imaging.
En Linux, tanto para KDE como Gnome, los dos entornos de escritorio mayoritarios, existen numerosos complementos que permiten la visualización directa de imágenes en crudo desde sus gestores de archivos por defecto, Dolphin y Nautilus respectivamente, así como desde programas visualizadores y catalogadores de imágenes como Gwenview o Digikam.
En 2005, Apple Computer presentó varios productos que ofrecen soporte de archivos raw, como el iPhoto 5, que ofreció soporte básico para la visualización y edición de archivos raw. La nueva versión de su sistema operativo, Mac OS X 10.4, añadió soporte de raw directamente al sistema operativo, como parte del entorno ImageIO, que agrega automáticamente soporte raw a la mayoría de las aplicaciones de Mac OS X, ambos de Apple (como la vista previa, el Mac OS X es PDF y aplicación de visualización de imágenes y de apertura, una foto posterior a la producción de paquetes de software para profesionales), así como todas las aplicaciones de terceros que hagan uso de los marcos ImageIO. Semi-actualizaciones periódicas para OS X generalmente incluyen soporte para los nuevos formatos de archivo raw introducidos por los fabricantes de cámaras.
El software IrfanView es capaz de manejar este tipo de imágenes, siempre y cuando se agreguen los plug-ins necesarios; tanto software como plug-ins son gratuitos, para uso personal.

### Procesamiento delrawo revelado

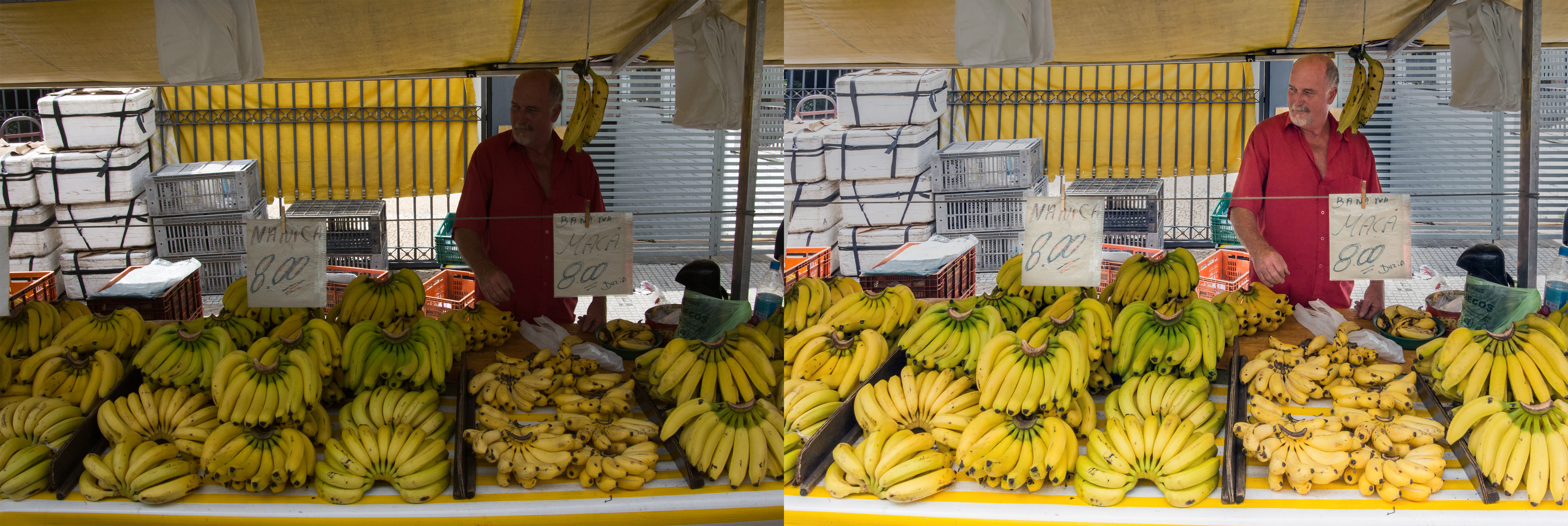
En el proceso de revelado las sombras pueden ser recuperadas como muestra la imagen izquierda (archivo raw), derecha (archivo jpg resultado final)

Hay muchas otras aplicaciones para "revelado raw" o "flujo de trabajo en raw" diseñadas para proporcionar procesamiento y posproducción de imágenes raw, antes de ser exportadas en otro formato como TIF o JPG.
Entre las herramientas libres, la más conocida es UFRaw, software libre basado en dcraw que puede funcionar como un complemento de GIMP y está disponible para la mayoría de sistemas operativos; también darktable, que es capaz de gestionar gran cantidad de imágenes; RawShooter Essentials 2005 / 6, software libre desarrollado por Pixmantec; otras alternativas de "revelado raw" libre basadas en dcraw son RawStudio o RawTherapee, libre desde su versión 3.
En el terreno de los programas privativos de pago destacan Helicon Filter, Phase One Capture One y Bibble Labs' Bibble Pro, al igual que Aperture de Apple, Adobe Photoshop, Adobe Photoshop Lightroom y PhotoLine.
Todos estos programas proporcionan sofisticados controles para el procesamiento de la información almacenada en el archivo raw y para convertir archivos raw a formato JPEG o TIFF, pero otros como Picasa, el programa de edición de imágenes y catalogación de Google, o iPhoto, de Apple, también pueden leer y mostrar muchos formatos raw, aunque ofrecen sólo herramientas limitadas para el procesamiento de estos archivos.
En 2006, Adobe Systems Inc adquirió los derechos de Pixmantec ApS. RawShooter Essentials no se actualizará (la última actualización añade soporte para la Canon 5D y la Nikon D200). Puede aún ser descargado de forma gratuita hasta la versión 1.0 de Adobe Photoshop Lightroom, que fue liberada en marzo de 2007. El software se ofrece completo, de manera que incluye el soporte a diversos formatos raw, conversión a otros formatos y procesamiento por lotes. LightZone es un programa de edición de imágenes que ofrece la posibilidad de editar raw nativamente. La mayoría de herramientas convierten raw antes de poder procesarlo, pero LightZone permite a los usuarios editar raw como si se tratara de TIFF o JPEG.